# Messe pour double chœur a cappella

Frank Martin en 1959

La Messe pour double chœur a cappella est une messe du compositeur suisse Frank Martin composée en 1922 et 1924 et complétée en 1926 par un Agnus Dei. Elle n'est créée que quarante ans plus tard, en 1963 à Hambourg par Franz W. Brunnert, chef de la Bugenhagen-Kantorei de Hambourg, qui remarque et demande la partition au compositeur en 1962, qui accepte son exécution. Martin n'était pas intéressé par l'exécution et la notoriété de cette œuvre ; il semblait vouloir éviter un jugement purement esthétique de ses pairs sur un « travail absolument libre, gratuit et désintéressé » qui n'est qu'une « affaire entre Dieu et lui ». Depuis, cette œuvre est l'une des plus enregistrées et exécutées de Frank Martin.
Cette messe est chantée a cappella par deux chœurs, permettant dans certaines parties (Sanctus) des jeux d'échanges entre eux. Si le Kyrie est d'inspiration grégorienne, le Gloria confirme l'admiration de Martin pour Bach. L'ensemble est d'une écriture musicale très accessible au grand public, tout en restant d'une très riche couleur harmonique.

## Composition et historique
La composition s'étend sur plusieurs années. Le Kyrie, le Gloria, la première partie du Credo et le Sanctus datent de 1922, la seconde partie du Credo est composée en 1924, et l'Agnus Dei en 1926. Mais Martin ne la publie pas, ni ne semble intéressé de l'entendre exécuter. Il s'en explique plus tard : « En effet, je ne connaissais, à cette époque de ma vie, aucun chef de chœur qui eût pu s'y intéresser. Je n'ai jamais présenté à l'Association des Musiciens Suisses, pour qu'on l'exécute dans une de ses fêtes annuelles et, en fait, je ne désirais nullement qu'elle fut exécutée, craignant qu'on la juge d'un point de vue tout esthétique. Je la voyais alors comme une affaire entre Dieu et moi ».
En effet, Frank Martin, fils d'un pasteur calviniste, a toujours été animé d'une foi profonde, qui a gouverné autant sa vie que son œuvre artistique. Cette messe semble être un projet personnel, remplissant un besoin purement spirituel, que Martin n'était pas prêt à dévoiler et disséminer dans le public, ni à ses pairs dont il craignait un jugement sur un plan purement technique et artistique, ignorant la dimension spirituelle de l’œuvre. La deuxième partie des années 1920 marque d'ailleurs pour Martin le début d'un intérêt particulier pour la composition de musique sacrée, avec également une Cantate sur la nativité (1929), restée inachevée. Ce n'est qu'à la fin de la Seconde Guerre mondiale qu'il consent enfin à publier de la musique sacrée avec In Terra pax (1944). Et il continuera de cultiver et publier ce style de musique toute sa vie jusqu'au Requiem de 1972.
Martin ne s'est jamais exprimé directement sur le sujet de savoir pourquoi, élevé dans une culture protestante, il a choisi une messe catholique comme support d'un projet spirituel. Selon Glassman, il faut peut-être rechercher une réponse dans des commentaires qu'il a tenu à propos de son Requiem, composé en 1972: « Ce texte liturgique qui dans sa richesse évoque tour à tour l'attente du repos, la supplication, l'adoration pure ou les angoisses du Jugement dernier, je m'y suis identifié pleinement malgré tout ce qui peut, intellectuellement parlant, nous le rendre étranger. Ces images issues du Moyen Âge parlaient directement à ma pensée la plus profonde »,.
Le manuscrit restera dans les affaires personnelles du musicien, pendant près de quarante ans. Ce n'est qu'en 1962 que le chef du Bugenhagen Kantorei de Hambourg, Franz W. Brunnert, remarque l’œuvre dans la liste des compositions de Martin et, après avoir déployé des trésors de persuasion, arrive à le convaincre d'en accepter une exécution publique. L’œuvre est créée en novembre 1963 mais il faut encore attendre dix ans avant qu'elle ne soit publiée. Elle rencontre à partir de cette date un grand succès.

## Analyse de l’œuvre
Cette messe est composée dans un style relativement classique, modal et diatonique, et s'inscrit dans un héritage grégorien. Melvin Unger la cite comme un des rares exemples de Messe composé au XXe siècle qui « capture l'essence du style ancien ecclésiastique », avec la Messe en sol mineur de Ralph Vaughan Williams (1921), la Messe en sol majeur pour chœur mixte a cappella de Francis Poulenc (1937) et la Missa Brevis de Benjamin Britten (1959). Alex Ross porte le jugement suivant « Elle sonne comme une messe de la Renaissance, égarée dans le temps, inconsciente des siècles écoulés et des horreurs advenues ».
Facile et agréable à écouter, cette œuvre est en revanche d'exécution difficile, à la fois sur le plan musical, de par ses difficultés harmoniques, tonales, polyphoniques et rythmiques, mais également sur le plan vocal. Chaque voix explore les extrême graves et aigus de sa tessiture et la partition impose une charge et une fatigue importante sur le chœur, réservant cette œuvre aux ensembles les plus expérimentés. Ayant composé cette Messe comme pur acte de foi, sans projet d'être réellement exécuté, il ne semble pas avoir pris en considération les problèmes vocaux des chanteurs. La difficulté s'étend également à l'équilibre entre les pupitres : il arrive fréquemment que l'extrême aigu naturellement brillant des soprano cohabite avec l'extrême grave plus effacé des basses, avec toutes les autres voix remplissant l'harmonie intermédiaire, et réussir un bon équilibre et fondu global de l'harmonie est un défi même pour les chœurs les plus virtuoses.
Martin fait une large utilisation de contrastes extrêmes et soudains dans cette œuvre, sur le plan des textures vocales, de la dynamique, du tempo, de la mesure et de la tessiture. Le compositeur varie l'utilisation des huit voix de l’œuvre, afin d'obtenir des textures vocales contrastées. Parfois les huit voix agissent en deux chœurs bien séparés à quatre voix (écriture polychorale), l'un répondant à l'autre, ou accompagnant l'autre. Parfois la composition est véritablement à huit voix. D'autres fois, encore, Martin oppose les voix d'hommes aux voix de femmes. Ce style d'écriture rappelle à Glassman le style polychoral vénitien (Cori Spezzati), et notamment celui de Giovanni Gabrieli.

Cette messe est structurée selon les cinq parties traditionnelles de l'ordinaire de la messe catholique en latin.

### Kyrie
Le Kyrie est d'inspiration médiévale avec de longs mélismes, passant de chœur en chœur, rappelant le plain-chant et des tenues de notes rappelant le bourdon médiéval. Le compositeur alterne les textures chorales opposant les deux chœurs et des textures unifiées à huit voix (mesures 48-57 par exemple). Le tempo s’accélère au milieu de la pièce, créant une agitation et une tension subtile, qui ne s'apaise qu'à la toute fin en une belle tierce picarde.
Selon Bruce Ventine, le matériel mélodique du thème principal chanté par les alto au début de la pièce, « sévèrement heptatonique » et faisant usage abondant des secondes et des tierces, est non seulement utilisé dans le Kyrie, mais également dans les idées mélodiques de l'ensemble de l'œuvre.
Un autre élément structurant du Kyrie structure également l'ensemble de l’œuvre : la quarte parfaite. Les voix entrent séparés par cet intervalle, et la tonalité de fin est une quarte en dessous de la tonalité de début.

### Gloria
Le mouvement commence par deux majestueuses expositions, en strettes, de l'incipit Gloria in excelis Deo. Le Quoniam tu solus Sanctus et le Cum Sancto Spiritu déploient une riche polyphonie, avec des réminiscences de Jean-Sébastien Bach auquel Martin vouait une profonde admiration.

### Credo
L'intonation n'est pas confiée à un soliste comme il est de tradition, mais est chantée par l’ensemble du chœur en une sorte d'"intonation chorale" (mesure 1 à 10). Vantine analyse la structure globale de ce mouvement comme quatre variations du matériel musical présent dans les mesures 1-10.
Le credo est globalement homophonique, mettant en valeur et soulignant l'importance du texte de la profession de foi chrétienne. Martin quitte par moments la simple énonciation du texte en illustrant richement certaines formules, sortes d'enluminures musicales, comme le lumen de lumine, le crucifixus ou un et resurexit luxuriant de polyphonie.

### Sanctus- Benedictus
Le Sanctus est un exemple d'un trait caractéristique du style musical de Frank Martin, qui est de superposer petit à petit des couches d'activité musicale: la pièce commence par un simple ostinato de voix d'hommes, sur lequel vient s'ajouter mesure 10 les voix ondulantes et indépendantes des soprano des deux chœurs. Mesure 21, les soprano et alti du chœur II ajoutent leur propre ligne mélodique à cet ensemble.
Globalement, ce mouvement utilise largement l'opposition des deux chœurs, en Cori Spezzati. Notamment, le Benedictus oppose les quartes et septièmes parallèles du chœur I, aux quintes scandées par le chœur II. Martin oppose aussi les rythmes et le phrasé, mélismatique dans le premier chœur et scandé dans le second.

### Agnus Dei
Cette partie a été composée séparément, quatre ans et demi plus tard que le reste de l’œuvre. Glassman note une évolution stylistique dans ce mouvement, en remarquant le rôle particulier du chœur II qui semble cantonné à un simple support harmonique du chœur I, ce que l'on observe nulle part ailleurs dans l’œuvre. On constate également une utilisation du texte de la messe en répétition (la même phrase est répétée un certain nombre de fois), alors que le reste du texte de la messe est utilisé en Motu Proprio avec un respect de la prosodie et presque sans répétition, mettant un accent sur le texte et sa compréhension.
Toutefois, cette partie ne se démarque pas de l'ensemble de l’œuvre, en conservant le même style "archaïque moderne", et en faisant usage des mêmes intervalles. La récapitulation de ce mouvement commence mesure 39 sur un fa dièse, alors que le mouvement commence sur un si, séparés par une quinte qui est le renversement de la quarte, intervalle leitmotiv de l'œuvre.

## Discographie
- Messe pour double chœur a cappella, chœur de chambre du Midi dirigé par Denis Martin (Erato)
- Messe pour double chœur a cappella, Rundfunkchor Stockholm dirigé par Eric Ericson (EMI Music)
- Messe pour double chœur a cappella, chœur de chambre du RIAS dirigé par Daniel Reuss (Harmonia Mundi)
- Messe pour double chœur a cappella, Ensemble vocal (de) Lausanne dirigé par Michel Corboz (Cascavelle, 1991)
- Messe 1922 für Doppelchor a capella, Vokalensemble Frankfurt dirigé par Ralf Otto (de) (Bayer Records, 1991)
- Ludus Verbalis volumes III & IV, Ensemble Aedes dirigé par Mathieu Romano (NoMadMusic, 2015)